# Banco Chinchorro
El banco Chinchorro es una barrera de arrecifes de coral que forma parte de la reserva de arrecifes de México, la segunda más grande del mundo. Se encuentra en el estado de Quintana Roo, en el municipio de Othón P. Blanco, y es parte de los atractivos naturales del mar Caribe, particularmente de los que se encuentran en la península de Yucatán, y del gran sistema de arrecifes mesoamericano, o reserva de arrecifes de Belice. Asimismo, el banco Chinchorro es el mayor atolón de México, y el segundo más grande del planeta.

## Descripción
Frente a la península de Yucatán, más o menos a la altura de Chetumal, a 24 km en dirección este, se encuentra Chinchorro, un arrecife (o atolón) en la forma de un gran collar coralino de 43 kilómetros de largo, por 28 de ancho, que obtuvo la categoría de reserva de la biosfera en 1996 y es también un museo marítimo.
Lo rodea una gran barrera de coral de 20 metros de espesor, que permanece totalmente sumergida aunque casi a nivel de la superficie: sólo 60 centímetros median entre ésta y el manto de coral de dicho cinturón. Detrás de éste se forma una suerte de piscina de muy poca profundidad (de dos a siete metros) cuyo fondo es, en gran parte, arenoso. A lo largo de la barrera hay algunas bocas de entrada con dimensiones diversas, por donde los barcos tendían (y tienden) a buscar refugio en temporales fuertes. Una pequeña sección de este arrecife fue, hasta no hace mucho, campo de actividades para una original forma de piratería.
Sólo dos partes del atolón sobresalen formando pequeñas islas Cayo Norte y Cayo Centro. En la primera, sin duda de posición mucho más estratégica para la navegación, se encuentra un faro que fue construido hacia fines del siglo XIX para orientar a los barcos y evitar el choque contra el coral. Sabedores de que los capitanes de buques mercantes se guiaban por el faro para conducir a sus naves entre Chinchorro y la costa, los piratas que aún en esos tiempos merodeaban por la zona, solían dirigirse hacia la isla para apagar el faro y reemplazarlo por una linterna montada sobre alguna balsa o barril. El nuevo artefacto era colocado mucho más al poniente que el faro, casi sobre el mar, de manera que al ver la luz y hacer la maniobra para meterse entre el arrecife y la costa, los barcos calcularan mal las distancias y encallaran. Entonces los abordaban y saqueaban. Terminada la operación, apagaban la linterna, volvían a encender el faro y se alejaban con rumbo desconocido.[cita requerida]
Tiempo después regresaban a Cayo Norte, en cuyo interior tenían un depósito donde almacenaban los productos de sus fechorías. Todavía es factible encontrar restos de aquellos botines.

## Biodiversidad
De acuerdo al Sistema Nacional de Información sobre Biodiversidad de la Comisión Nacional para el Conocimiento y Uso de la Biodiversidad (CONABIO) en la Reserva de la Biosfera Banco Chinchorro habitan más de 870 especies de plantas y animales de las cuales 41 se encuentra dentro de alguna categoría de riesgo de la Norma Oficial Mexicana NOM-059  y 18 son exóticas,

## Entorno marino
Cuenta con una amplia variedad de especies, entre las que destacan:
- Corales
- Algas
- Caracoles
- Rayas
- Tortugas
- Esponjas marinas
- Delfines
- Variedad de especies de peces

Forma una especie de laguna de la que sobresalen a la superficie numerosos cayos en los que abunda el mangle, la palmera y arbustos. Los cayos más importantes son: Cayo Centro, Cayo Norte y Cayo Lobos. En ellos se aprecian aves migratorias y endémicas. También se pueden encontrar reptiles, entre los que se cuentan las tortugas marinas, actualmente en peligro de extinción.

### Buceo
En El Chinchorro existen barcos hundidos que con el tiempo se han convertido en un floreciente ecosistema lleno de vida en el que abundan diversas especies de coral, así como peces de vívidos colores. También cuenta con una configuración coralina que forma una laguna o barrera arrecifal con profundidades que oscilan entre los 2 y los 8 metros, haciendo de este lugar un destino atractivo para los entusiastas del buceo y el snorkel de todo el mundo.